# Ponta Preta (udde i Kap Verde, Praia)
Ponta Preta är en udde i Kap Verde.   Den ligger i kommunen Praia, i den södra delen av landet, 7 km sydväst om huvudstaden Praia.
Terrängen inåt land är varierad. Havet är nära Ponta Preta söderut. Närmaste större samhälle är Praia, 6,8 km nordost om Ponta Preta. 